# Beatrix Karl
Beatrix Karl, née le 10 décembre 1967 à Graz, est une femme politique autrichienne, membre du Parti populaire autrichien (ÖVP).

## Biographie
Le 26 janvier 2010, elle est nommée ministre fédérale de la Science et de la Recherche dans le premier gouvernement du social-démocrate Werner Faymann, en remplacement de Johannes Hahn, promu commissaire européen. Elle devient ministre fédérale de la Justice lors du remaniement du 21 avril 2011, succédant à l'indépendante Claudia Bandion-Ortner.
Elle n'est pas reconduite dans ses fonctions lors de la formation du gouvernement Faymann II, le 16 décembre 2013.